# Monorriel de Santiago de los Caballeros
El Monorriel de Santiago de los Caballeros, es un sistema de transporte elevado que será la columna vertebral del sistema de transporte de la ciudad de Santiago en República Dominicana, y a la vez el segundo sistema de transporte público basado en trenes del país, después del Metro de Santo Domingo.

## Proyecto
El Monorriel de Santiago será el primero en Centroamérica y el Caribe y será gestionado a través de la Oficina para el Desarrollo de Proyectos de Movilidad Urbana e Interurbana. El Monorriel de Santiago, aseguró el mandatario, solucionará problemas y generará nuevas oportunidades. Junto a la Línea 1 del Teleférico integran los sectores de mayor población y los principales lugares de trabajo de la ciudad.

## Construcción
La construcción inició el 30 de marzo del 2022, Basando la importancia de la obra en que Santiago de los Caballeros se ha desarrollado como una ciudad monocéntrica, que concentra toda la actividad en el centro urbano. Agregó que la situación ha provocado la consolidación de los viajes desde la zona periférica hacia las zonas de atracción de viajes, como son los grandes generadores de empleos, centros educativos y gestiones institucionales.
“Con este sistema, establecemos una nueva gestión integral del transporte, que engloba y agrupa todos los modelos y lo hace accesible a todos los ciudadanos”, expresó Luis Abinader.
Indicó que la manera de estar y moverse por la ciudad está cambiando, por lo que Gobierno responde a esa demanda con acciones como esta: con trasporte público de vanguardia, sostenible y eficaz. El presidente Abinader entiende que moverse por la ciudad no puede ser nunca un problema, sino una oportunidad.
El mandatario estuvo acompañado del presidente del Senado y senador de Santiago, Eduardo Estrella; los ministros de la Presidencia, Lisandro Jose Macarrulla; Administrativo de la Presidencia, José Ignacio Paliza; de Obras Públicas, Deligne Ascención; la ministra sin Cartera, Geanilda Vásquez y de la gobernadora de Santiago, Rosa Santos. También estuvieron presentes el alcalde de Santiago, Abel Martínez; el director de la Oficina para el Desarrollo de Proyectos de Movilidad Urbana e Interurbana, Jhael Isa; el alcalde de Santiago Oeste, Eddy Báez; el administrador general de Edenorte, Andrés Cueto y el director de Proindustria, Ulises Rodríguez.
En mayo de 2025, los choferes de concho de Santiago hicieron un paro en protesta por ser reemplazados por la OMSA y los corredores de autobuses, además del monorriel. Aseguraron que los problemas de tapones en Santiago han crecido con el teleférico y el monorriel aún en construcción
En junio de 2025, el presidente Luis Abinader invitó a Emmanuel Macron, a participar de la inauguración del monorriel, para inicios del 2026.